# Яники-Малі
Яники-Малі (пол. Janiki Małe) — село в Польщі, у гміні Залево Ілавського повіту Вармінсько-Мазурського воєводства.
Населення — 48 осіб (2011).
У 1975-1998 роках село належало до Ольштинського воєводства.

## Демографія
Демографічна структура станом на 31 березня 2011 року:
|          | Загалом | Допрацездатний вік | Працездатний вік | Постпрацездатний вік |
| -------- | ------- | ------------------ | ---------------- | -------------------- |
| Чоловіки | 25      | 4                  | 17               | 4                    |
| Жінки    | 23      | 4                  | 11               | 8                    |
| Разом    | 48      | 8                  | 28               | 12                   |